# Meconopsis heterandra
Meconopsis heterandra är en vallmoväxtart som beskrevs av Tosh.Yoshida, H.Sun och Boufford. Meconopsis heterandra ingår i släktet bergvallmor, och familjen vallmoväxter. Inga underarter finns listade i Catalogue of Life.